# Шань хай цзин

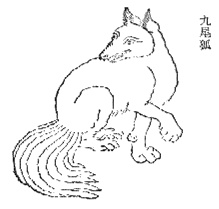
Девятихвостая лиса. Иллюстрация к изданию «Шань хай цзин» цинского периода

Шань хай цзин (кит. трад. 山海經, упр. 山海经, пиньинь Shānhǎi Jīng), то есть «Книга гор и морей» или «Каталог гор и морей» — древнекитайский трактат, описывающий реальную и мифическую географию Китая и соседних земель и обитающих там созданий. Это произведение, создание которого традиционно приписывается легендарному Великому Юю, в действительности было написано в течение последних веков до нашей эры и первых веков нашей эры (период Сражающихся царств — династия Хань). Историк Сыма Цянь упоминает «Шаньхай цзин» в 123 главе своих «Исторических записок» («Ши цзи»).

## Текст и перевод
- Китайский оригинал (Internet Archive) (упр. кит.)
- Китайский оригинал для iPad (упр. кит.)
- Каталог гор и морей (Шань хай цзин) / предисл., пер. и комм. Э. М. Яншиной. М.: Наука, 1977.
  - Каталог гор и морей (Шань хай цзин) / предисл., пер. и комм. Э. М. Яншиной. 2-е изд., испр. М.: Наталис; Рипол Классик, 2004. 349 с. ISBN 5-8062-0086-8 ISBN 5-7905-2703-5